# Chardonnières
Chardonnières, in creolo haitiano Chadonyè, è un comune di Haiti, capoluogo dell'arrondissement omonimo nel dipartimento del Sud.